# Глінсько
Глінсько (пол. Glińsko, нім. Gleinitz) — село в Польщі, у гміні Смігель Косцянського повіту Великопольського воєводства.
Населення — 165 осіб (2011).
У 1975-1998 роках село належало до Лешненського воєводства.

## Демографія
Демографічна структура станом на 31 березня 2011 року:
|          | Загалом | Допрацездатний вік | Працездатний вік | Постпрацездатний вік |
| -------- | ------- | ------------------ | ---------------- | -------------------- |
| Чоловіки | 74      | 10                 | 58               | 6                    |
| Жінки    | 91      | 16                 | 53               | 22                   |
| Разом    | 165     | 26                 | 111              | 28                   |